# Pont de Saint Joseph (Valence)
Le pont de Saint Joseph (ou Puente de San José en espagnol, ou encore Pont de Sant Josep en catalan) est un pont de Valence franchissant les Jardins du Turia. La première indication de l'existence d'un pont à cet endroit date de 1486 lorsqu'il était un pont en bois, alors que sa construction en pierre actuelle est datée entre 1604 et 1607. Construit par Jerónimo Negret et Sebastián Gurrea, les travaux se sont terminés en 1607, selon une pierre tombale, aujourd'hui perdue, avec l'image de San Luis Bertran qui était sur le pont.
Il a treize arches de moins de largeur que les autres ponts et sur les deux eaux de coupe, il y avait les sculptures de San Luis Bertrán et Santo Tomás de Villanueva, œuvres de l'Italien Jacobo Antonio Ponzanelli réalisées en 1693 et transférées en 1942 au Puente de La Trinidad. Ils ont été enlevés en 1906 lorsque le pont a été élargi et une balustrade en fer a été placée dessus, qui sera plus tard enlevée et remplacée par une autre en pierre. Entre cette date et 1942, date à laquelle ils ont été placés sur le Puente de la Trinidad, ils ont été déposés au Musée des Beaux-Arts de Valence. Ces sculptures ont remplacé les deux croix installées sur le Puente de la Trinidad.
Aujourd'hui, une sculpture de Saint Joseph a été placée, l'œuvre d'Octavio Vicent avec une inscription qui se lit comme suit: "Les échecs de leur saint patron. Valence 1951". La sculpture représente Saint Joseph en menuisier et un garçon frappant une gouge.
À ce stade, le lit de la rivière s'est courbé, laissant des terres utilisées pour stocker le bois. Plus tard, ils ont été utilisés pour la construction des Alameditas de Serranos, qui relie ce pont et celui des Serranos.
Le pont est également connu sous le nom de Puente Nuevo, de la Zaidía ou Santa Cruz, bien que ces noms soient tous passés dans l'histoire.
Construit devant le couvent de San José et Santa Teresa qui est encore conservé et l'ancien portail de San José qui a été démoli en 1868; c'est d'eux que le pont tire son nom.